# Kleinwindsheimermühle
Kleinwindsheimermühle (fränkisch: Windsamühl) ist ein Gemeindeteil der Stadt Bad Windsheim, Landkreis Neustadt an der Aisch-Bad Windsheim (Mittelfranken, Bayern). Kleinwindsheimermühle liegt in der Gemarkung Bad Windsheim.

## Geographie
Die Einöde liegt an der Rannach, einem linken Zufluss der Aisch. 0,5 km nordöstlich des Ortes liegt das Bodenfeld, südöstlich die Straßenäcker. Ein Anliegerweg führt zur Staatsstraße 2252 (0,3 km östlich), die nach Wiebelsheim (1,7 km nordwestlich) bzw. zur Bundesstraße 470 verläuft (0,4 km südlich).

## Geschichte
Der Ort wurde in einer gefälschten Urkunde, die im Zeitraum von 1192 bis 1200 entstand, als „Lucelwindeheim“ erstmals erwähnt, 1284 als „Wenigen Winsheim“. Das Bestimmungswort ist der Personenname Winid. Laut einer Urkunde von 1405 übergab der Windsheimer Bürger Peter Kumpf die Mühle „Kleynwindsheim“ dem Hospital von Windsheim. Des Weiteren geht aus der Urkunde hervor, dass dessen Vorfahren seit über 120 Jahren den Ertrag von 2 Malter Weizen jährlich an das Kloster abgegeben hatten.
Gegen Ende des 18. Jahrhunderts gehörte die Kleinwindsheimermühle zur Reichsstadt Windsheim.
Von 1797 bis 1810 unterstand der Ort dem Justizamt Külsheim und Kammeramt Ipsheim. Im Rahmen des Gemeindeedikts wurde Kleinwindsheimermühle dem 1811 gebildeten Steuerdistrikt Windsheim und der 1813 gebildeten Munizipalgemeinde Windsheim zugeordnet.

## Einwohnerentwicklung
| Jahr      | 001824 | 001840 | 001861 | 001871 | 001885 | 001900 | 001925 | 001950 | 001961 | 001970 | 001987 |
| Einwohner | 2      | 6      | 6      | 10     | 8      | 5      | 4      | 8      | 27     | 8      | 5      |
| Häuser    | 1      | 1      |        |        | 1      | 1      | 1      | 1      | 4      |        | 1      |
| Quelle    | [ 10 ] | [ 13 ] | [ 14 ] | [ 15 ] | [ 16 ] | [ 17 ] | [ 18 ] | [ 19 ] | [ 20 ] | [ 21 ] | [ 1 ]  |

## Religion
Der Ort ist seit der Reformation evangelisch-lutherisch geprägt und bis heute nach St. Kilian (Bad Windsheim) gepfarrt. Die Katholiken sind nach St. Bonifaz (Bad Windsheim) gepfarrt.